# Karl-Heinz Biederbick
Karl-Heinz Biederbick (* 1920) ist ein ehemaliger deutscher Ministerialbeamter.

## Leben
Biederbick war Ministerialdirigent im Bundesministerium der Justiz. Er gehörte unter anderem der Arbeitsgruppe für Datenverabeitung im BMJ sowie der Kommission für Fragen der Datenverarbeitung des Deutschen Juristentages an. Gemeinsam mit Anton Knopp ist er Verfasser eines Kommentars zum Bundessozialhilfegesetz. 1967 legte er eine Chronik des Bundesjustizministeriums vor.

## Ehrungen
- 1985: Großes Verdienstkreuz der Bundesrepublik Deutschland

## Schriften (Auswahl)
- Bundessozialhilfegesetz vom 30. Juni 1961, Berlin-Lichterfelde: Vahlen, 1962 (mit Anton Knopp)
- Das Bundesministerium der Justiz, Frankfurt/M.: Athenäum Verlag, 1967 (mit Wolf Recktenwald)
- Informationssystem Deutsches Patentamt : Systemanalyse, Entwicklung, Einführung. Mit Georg Friedenberger (Hrsg.) und dem Bundesminister der Justiz (Herausgebendes Organ), Bonn 1975